# Danger Doom
Danger Doom est un groupe américain de hip-hop, actif entre 2004 et 2006. Il se compose des rappeurs Danger Mouse et MF DOOM. Leur premier album, The Mouse and the Mask, est publié en 2005, suivi de l'EP Occult Hymn en 2006.

## Histoire
Avant la formation du groupe, Danger Mouse et MF Doom avaient auparavant collaboré sur le titre The Slickness de Prince Po, le remix de Danger Mouse du titre Somersault de Zero 7, et le titre November Has Come de Gorillaz. MF Doom explique espérer un deuxième album de Danger Doom dans lequel il « rappe dans la perspective des cartoons et dans leurs voix. » Ils publient leur premier album, The Mouse and the Mask le 11 octobre 2005. Il atteint 41e place du Billboard 200.

## Discographie
- 2005 : The Mouse and the Mask
- 2006 : Occult Hymn (EP)